# Liste der Monuments historiques in Champagne (Charente-Maritime)
Die Liste der Monuments historiques in Champagne (Charente-Maritime) führt die Monuments historiques in der französischen Gemeinde Champagne auf.

## Liste der Bauwerke
| Bezeichnung     | Beschreibung                  | Standort | Kennzeichnung | Schutzstatus | Datum | Bild           |
| --------------- | ----------------------------- | -------- | ------------- | ------------ | ----- | -------------- |
| Kirche St-André | Erbaut ab dem 12. Jahrhundert | (Lage)   | PA00104640    | Classé       | 1938  | weitere Bilder |